# 朱表檈
滎澤安懿王朱表檈（1497年—1533年），明朝晋国世子朱奇源的庶六子。

## 生平
弘治十四年（1501年），生父朱奇源先于晋庄王朱锺铉去世。弘治十六年（1503年）二月，朱表檈获赐名。朱奇源之孙朱知烊袭封晋王即晋端王之后，朱奇源追封晋靖王，朱表檈兄弟封为镇国将军。正德二年（1507年）九月，晋端王请求将叔父们进封郡王，礼部尚书李杰等认为朱表栺兄弟为追封王之子，不同于王子，不应加封。但明武宗认为追封亲王之子也应按亲王子加封。
正德七年（1512年）閏五月，武宗御奉天殿傳詔遣彰武伯楊質、恭順侯吳世興、通政司右參議任良弼、忻城伯趙槿、禮部右侍郎李遜學、興安伯徐良、武平伯陳熹、成安伯郭寧、宣城伯衛璋為正使，工科都給事中謝納、工部郎中顧可學、尚寶司少卿李天賦、刑部郎中方學、中書舍人孔孟富、禮部員外郎吳朝英、翰林院編修陸深、行人范輅、鴻臚寺左少卿張昱為副使，持節冊封朱表檈為滎澤王。嘉靖二年（1523年）九月，遣英國公張崙等為正使，翰林院編修黃佐等為副使，持節奉冊宝冠服册封義官殷繼宗的女兒為滎澤王妃。
嘉靖十二年（1533年），晋端王去世，无子。因晋端王也没有存活的兄弟，端王妃王氏认为其二叔父新化恭裕王朱表槏的长孙、新化端和王朱知㸅的长子新化长子朱新㙉应该继位，并且召朱新㙉入府主丧。朱表檈为自己辈分高却不能袭晋王而不平，又图谋代理晋王府事，二月上疏奏称：晉王暴薨，承奉徐通素来怨恨晋王，恐有他謀，应该詰问其狀；徐通詐傳王妃旨召朱新㙉入府，專擅欺罔，恐怕要作亂，请求遣大臣會同官员调查；朱新㙉身为新化长子不能出继，应该由朱新㙉袭封新化王，朱新㙉的弟弟朱新墧袭封晋王。他意图利用朱新墧年少之机作为长辈暂代晋王府事。明世宗命撫按官秉公查勘上报。礼部商议后，礼部尚书夏言举唐成王朱弥鍗、瀋恭王朱诠钲绝嗣后都由最年长弟弟的继承人文城王朱宇温和灵川王朱胤栘续封且文城、灵川二国随之除国的例子，指没有郡王次子越过兄长入继大宗的先例，认为应该由朱新㙉袭封晋王，新化国除国。朱表檈又奏称朱新㙉母尚氏是色目人所生，她十九岁入新化王府时朱知㸅才五岁，她其实是朱表槏的妾，即朱新㙉是朱知㸅烝庶母所生。如属实，则朱新㙉应该从宗室玉牒中除名，更没有袭封晋王的资格。夏言请求命司禮監官一員奉敕书前去晋王府會同撫按官、王府宗室告知端王妃，會集年老宫眷及内使人等调查。夏言质疑此事如果属实，为何朱表檈要等到十余年后涉及晋王府承嗣之际才揭发，必有缘故。四月，明世宗准奏。
同年，朱表檈去世。嘉靖十四年（1535年）十二月，世宗遣隆平侯張偉等為正使、翰林院檢討李本等為副使，捧冊封朱新㙉為晋王、朱表檈長子朱知𤎲為滎澤王，可见朱表檈对朱新㙉身世的质疑经调查并不属实。

## 评价
- 《弇山堂别集》卷074：好和不爭，温柔賢善。